# Sarada Devi
Sarada Devi (Jayrambati, 22 de desembre de 1853-Calcuta, 20 de juliol de 1920), de nom de naixement Saradamani Mukhopadhyaya, va ser una important líder espiritual hindú. Obrí el camí perquè les futures generacions de dones poguessin assumir la vida monàstica com a mitjà i finalitat de vida. De fet les missions Sri Sarada Math i Ramakrishna Sarada Mission situades a Dakshineshwar es basen en aquests ideals.
Esposa del també capdavanter místic Ramakrishna de la regió de Bengala, va participar activament en el desenvolupament del moviment Ramakrishna, per la qual cosa és coneguda reverenciosament pels seus seguidors com a santa mare (Sri Maa o শ্রীমা), en considerar-la com la reencarnació de la Divina Mare.

## Biografia

### Naixement i parentius

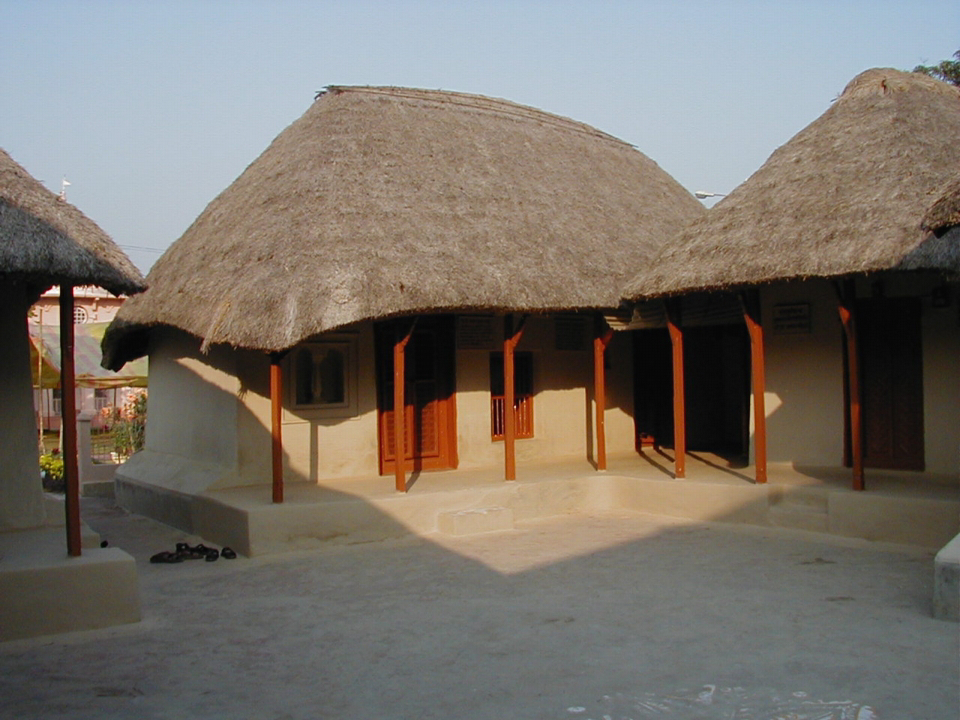
Casa on va viure Sarada Devi a Jayrambati fins als divuit anys

Saradamani Devi va néixer el 22 de desembre de 1853 de pares bramans, i fou la germana gran, al tranquil poble de Jayrambati a l'actual Bengala occidental, a l'Índia. El seu pare, Ramchandra, es guanyava la vida com a agricultor i mitjançant l'exercici de deures sacerdotals. Segons els contes tradicionals, Ramachandra i Syamasundari tenien visions i esdeveniments sobrenaturals que anunciaven el naixement d'un ésser diví com la seva filla.
Sarada va viure la vida senzilla d'una noia indígena. De petita estava fascinada pel folklore hindú i les narratives tradicionals. Igual que la majoria de noies d'àmbit rural, no va rebre una educació formal, però va aprendre a servir els altres, ja que ajudava a la seva mare a administrar la seva llar i a cuidar els seus germans menors. Durant la terrible fam de 1864, Sarada va treballar incessantment, ja que la seva família servia menjar per a la gent que tenia fam. S'interessava per les figures d'argila de les dees Kali i Lakshmi, que adorava amb regularitat. Es diu que va començar a meditar des de la infància i els relats tradicionals expliquen les seves visions i experiències místiques. Segons Sarada Devi, durant la infància solia veure un grup de vuit noies de la seva edat venint d'un lloc desconegut i que l'acompanyaven quan realitzava les feines de casa.

### Casament

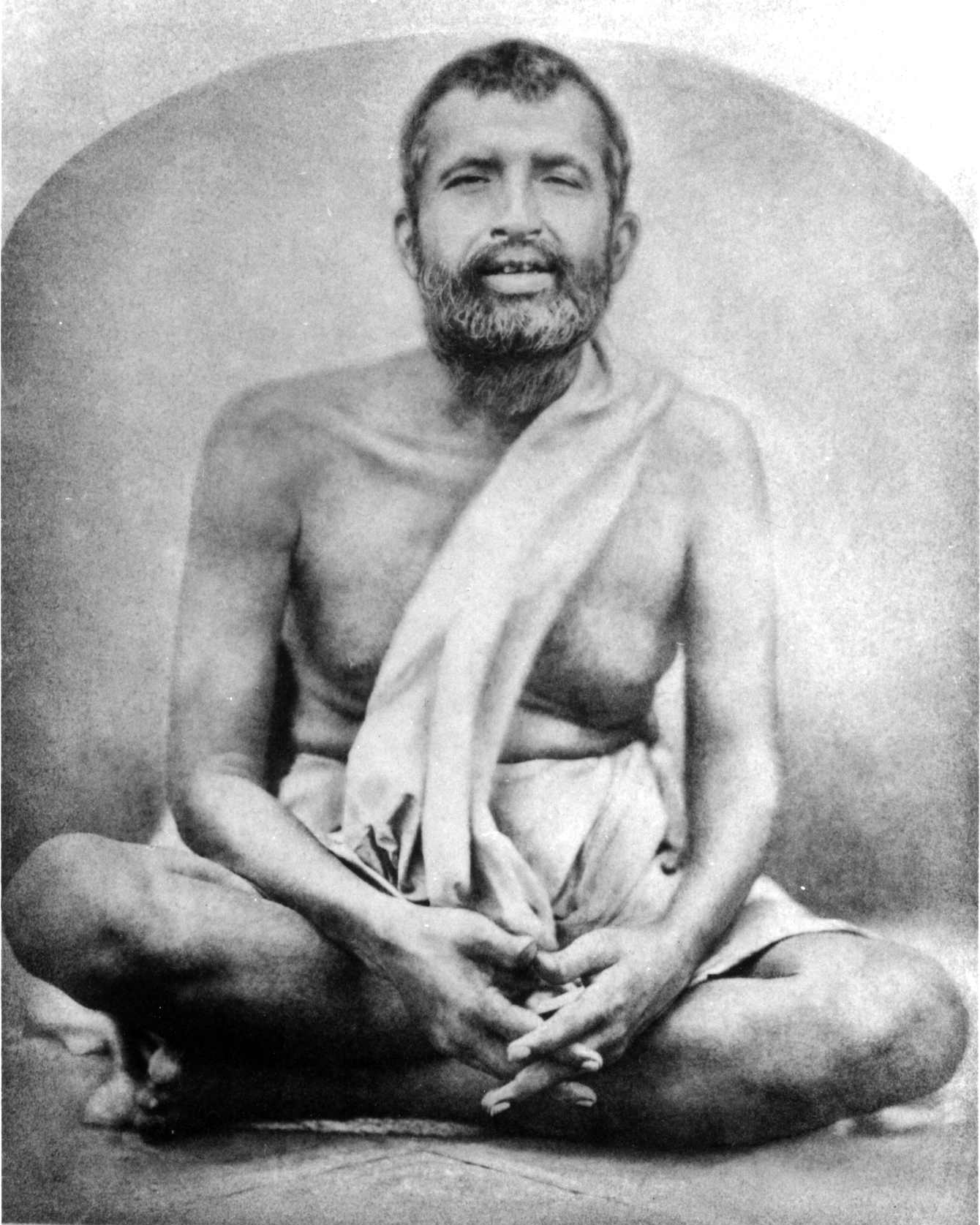
Ramakrishna, marit de Sarada Devi

El maig de 1859, Sarada va ser promesa amb Ramakrishna quan ella tenia cinc anys i Ramakrishna tenia 23 anys. La diferència d'edat era típica a la Bengala rural del segle xix. Ramakrishna, en aquell moment conegut com a Gadadhar Chattopadhayay, era un sacerdot del temple Dakshineswar Kali d'ençà el 1855. La seva mare i el germà van creure que un matrimoni seria bo per desviar la seva atenció de l'espiritualitat austera i de les visions. És comenta que el mateix Ramakrishna va indicar Sarada com a possible esposa.
Després del prometatge Sarada va quedar a cura dels seus pares i Ramakrishna va retornar a Dakshineswar. Sarada va conèixer Ramakrishna quan tenia catorze anys i va estar tres mesos amb ell al poble on va néixer, Kamarpukur. Alla, Ramakrishna instruí Sarada en la meditació i la vida espiritual.
Els continuats estats d'èxtasis de Ramakrishna i les formes d'adoració poc ortodoxes feren que la gent dubtés de la seva estabilitat mental, i per contra d'altres el consideraven un gran sant. Sarada es va reunir amb Ramakrishna a Dakshineswar el 1872 per propia voluntat quan tingué divuit anys després de sentir els rumors sobre la seva salut mental. Va trobar que Ramakrishna era una persona amable i que es preocupava per ella.

### Al temple de Kali a Dakshineswar

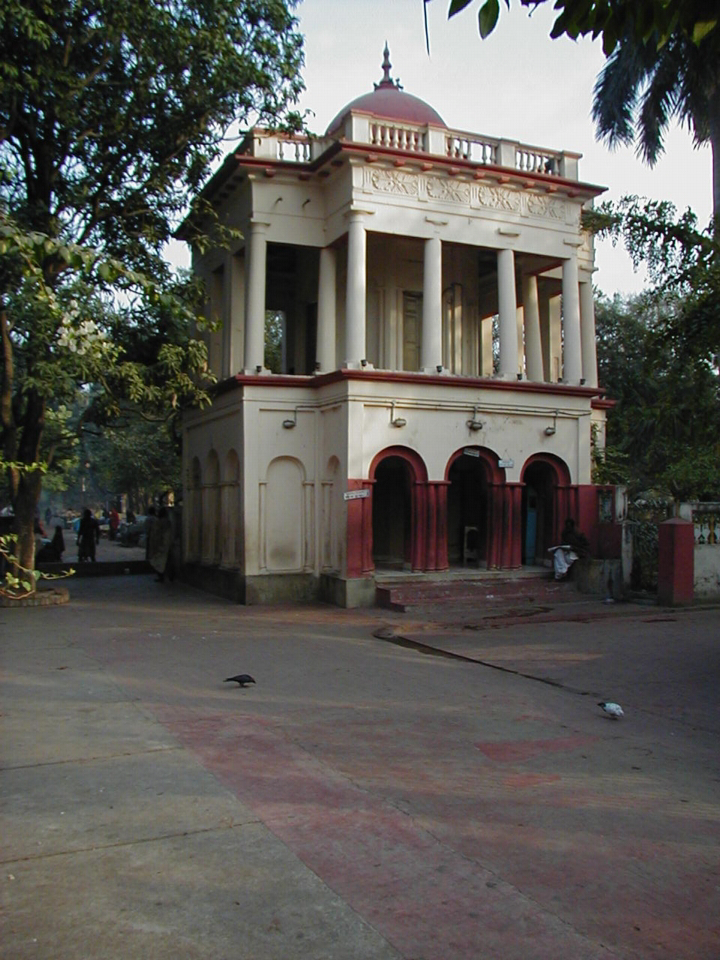
El costat del sud del nahabat (torre de música), on Sarada Devi va viure en una habitació petita a la planta baixa

En el temple de Kali a Dakshineswar, Sarada Devi va viure en una petita habitació al nahabat (torre de música). Es va quedar a Dakshineswar fins al 1885, exceptuant períodes breus quan tornava de visita a Jayrambati. En aquesta època Ramakrishna ja havia iniciat la vida monàstica sannyasi: provocà que el matrimoni mai es consumés.
Com a sacerdot, Ramakrishna va realitzar la cerimònia ritual, la Puja Shodashi, on va fer seure Sarada Devi al seient de la dea Kali, i la va adorar com la mare divina Tripurasundari. Segons Swami Saradananda, un deixeble directe de Ramakrishna, Ramakrishna es va casar per mostrar al món l'ideal d'un matrimoni asexuat. Ramakrishna considerava Sarada com una encarnació de la Divina Mare, i s'hi adreçava com a Sree Maa (Mare Sagrada) i va ser per aquest nom que era coneguda entre els deixebles de Ramakrishna.
El dia per a Sarada començava a les tres de la matinada. Després d'acabar les seves ablucions al riu Hugli, practicava japa i meditava fins a l'alba. Ramakrishna li va ensenyar els sagrats mantras, i li va instruir per poder iniciar persones i guiar-les dins la vida espiritual. Sarada Devi és considerada pels seguidors de Ramakrishna com la primera deixebla. Excepte les seves hores de meditació, la majoria del temps cuinava per a Ramakrishna i per als seus devots. Malgrat que Sarada Devi es va quedar completament en segon terme, la seva personalitat càlida i sense pretensions va atreure algunes dones devotes a convertir-se en companyes de la seva vida.
Quan Ramakrishna va patir un càncer de gola, Sarada Devi va tenir un paper important amb les seves cures i amb la preparació d'aliments adequats per a ell. Després de la mort de Ramakrishna a l'agost de 1886, quan Sarada Devi va tractar de treure's les polseres, tal com dictaven els costums per a una vídua, va tenir una visió de Ramakrishna en la qual li deia: "No he mort, he passat d'una habitació a una altra." Segons ella, cada vegada que pensava vestir-se com una vídua, tenia una visió de Ramakrishna demanant-li que no ho fes. Després de la mort de Ramakrishna, Sarada Devi va seguir jugant un paper important en el naixent moviment religiós Ramakrishna. Va romandre com a guia espiritual del moviment durant els següents 34 anys.

### Pelegrinatge
Després de la mort de Ramakrishna, Sarada Devi va començar una peregrinació pel nord de l'Índia, acompanyada d'un grup de deixebles dones, entre elles Lakshmi Didi, Gopal Ma, i deixebles monàstics de Ramakrishna. El grup va visitar el temple de Vishwanath de Benarés dedicat al déu Xiva i la ciutat d'Ayodhya, que està associada a la vida del déu Rama. Posteriorment, va visitar Vrindavan, que s'associa al déu Krishna. Segons la tradició, a Vrindavan, ella va experimentar el nirvikalpa samadhi i va començar a exercir el rol de guru. Va iniciar diversos deixebles de Ramakrishna incloent Mahendranath Gupta. Segons els seus biògrafs i deixebles tradicionals, anomenar-la "Mare" no era només una expressió de respecte. Tots els que la coneixien s'adonaven de la seva qualitat maternal.

### A Calcuta

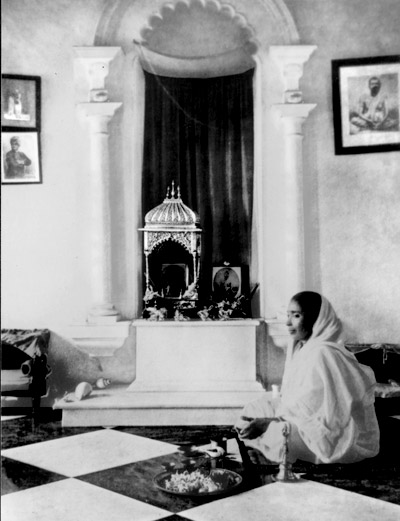
Sarada Devi resant dins la seva residència Udbodhan a Calcuta

Després de la peregrinació, Sarada Devi va viure sola a Kamarpukur, el poble on va néixer Ramakrishna, on va suportar la pobresa i la fam durant un any. El 1888, quan va arribar la notícia als seus deixebles que necessitava ajuda, la van convidar a Calcuta. Allà Swami Saradananda li va construir una casa permanent. La casa va ser anomenada casa Udbodhan. La casa, també coneguda com a Mayerbati ('casa de la Santa Mare'), és on va passar el període més llarg de la seva vida fora del seu poble natal.
A la casa Udbodhan, va estar acompanyada d'altres deixebles i devots de Ramakrishna; entre els més coneguts trobem Golap Ma, Yogin Ma, Gopaler Ma, Lakshmi Didi i Gauri Ma. Tingué seguidors occidentals com ara la germana Nivedita i la germana Devamata, que mantingueren una intensa relació amb ella. Un nombre creixent de persones hi van començar a rebre orientació, formació i iniciació espiritual. Swami Nikhilananda, el seu deixeble directe escriu: "Encara que no tenia fills de carn, en tenia molts d'esperit". Va considerar tots els seus deixebles com els seus propis fills.
Ramakrishna havia demanat que Sarada Devi continués la seva missió després de la seva mort i que els seus deixebles no volguessin distingir entre ell i ella. Segons els seus devots i els biògrafs tradicionals, l'hospitalitat de Sarada Devi era única i es caracteritzava per l'acollida maternal. Els relats tradicionals expliquen les experiències místiques dels seus devots. Alguns somiaven amb ella com una deessa en forma humana, però mai no havien vist la seva imatge. Uns altres van rebre la seva iniciació en somnis. Un exemple és en Girish Chandra Ghosh, el pare de la dramatúrgia bengalí, que va veure Sarada Devi en un somni quan tenia dinou anys i en va rebre un mantra. Quan la va conèixer anys més tard, el va sorprendre trobar-se la mateixa persona que la del somni.

### Últims dies

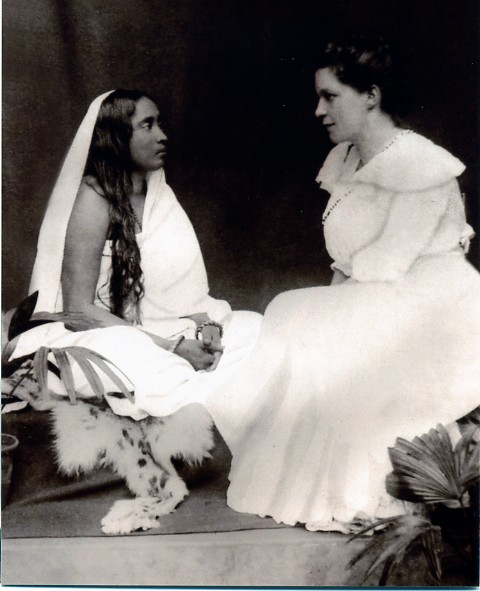
Sarada Devi amb Sister Nivedita

Sarada Devi va passar els últims anys entre Jayrambati i Calcuta. El gener de 1919, Sarada Devi va anar a Jayrambati i s'hi va allotjar durant més d'un any. En els últims tres mesos de la seva estada, la seva salut va disminuir seriosament. La seva vitalitat es va deteriorar molt i va tornar a Calcuta el 27 de febrer de 1920. Durant els següents cinc mesos va continuar patint. Poc abans de la seva mort, va donar els últims consells als seus devots: "Us dic una cosa: si vols la pau de l'esperit, no busquis les faltes en els altres, sinó mira els teus defectes. Aprèn a fer teu el món sencer. Ningú no és estrany, fills meus: el món sencer és vostre!". Aquest es considera el seu últim missatge al món. Va morir a la 1.30 hores del dimarts 20 de juliol de 1920 a Mayer Badi (al primer pis de la sala del Santuari), Kolkata. El seu cos es va incinerar al Belur Math, on s'hi ha ubicat un temple.

## Impacte
Sarada Devi va tenir un paper important com a cap i assessora en la nova organització que més tard es convertí en una orde monàstica dedicat al treball social: la Missió Ramakrishna i la Ramakrishna Math. Gayatri Spivak escriu que Sarada Devi "va exercir el seu paper amb tacte i saviesa, sempre romanent en un segon pla".
Swami Nikhilananda, que lluitava per la llibertat i era seguidor de Mahatma Gandhi, va acceptar Sarada Devi com la seva guru i es va unir a l'orde Ramakrishna i va fundar el Centre Ramakrishna-Vivekananda a Nova York. Tot i que no va rebre educació formal, Sarada Devi va advocar per l'educació de les dones. Confià a Devamata la implementació del seu somni: una escola per a nenes al Ganges, on les alumnes orientals i occidentals podien estudiar juntes. I al 1954, es va fundar en honor de Sara Devi l'ordre monàstic per a dones Missió Sri Sarada Math.
Swami Vivekananda va escriure una carta per demanar-li la seva opinió sobre la seva intenció d'assistir al Parlament de les Religions a Chicago. Només després de rebre la benedicció d'ella, va decidir anar a Amèrica.